# Phi Nhung
Phi Nhung, née le 10 avril 1970, à Pleiku (république du Viêt Nam) et morte le 28 septembre 2021 à Hô-Chi-Minh-Ville (Viêt Nam), est une chanteuse vietnamienne naturalisée américaine spécialisée dans la musique cải lương et vọng cổ (en).

## Biographie
Phi Nhung est née d'un père militaire américain et a émigré aux États-Unis suivant les politiques d'immigration des enfants Amérasiens issus de la guerre.
Elle a chanté sur le plateau du programme de variétés Paris By Night et a joué dans les pièces de théâtre de celle-ci et pour Tinh production. Elle a aussi enregistré des thèmes musicaux pour Lang Van (en).
Elle décède le 28 septembre 2021 des suites des complications du Covid-19 à l'hôpital Cho Ray d'Ho-Chi-Minh-Ville.

## Discographie
- 1999 : Trống vắng, Phi Nhung Productions